# Holløselund
Holløselund er en sommerhusby i Nordsjælland med 340 indbyggere  (2025). Holløselund er beliggende i Vejby Sogn ved Kattegat to kilometer sydvest for Vejby Strand, to kilometer øst for Tisvilde og ni kilometer nordvest for Helsinge. Byen tilhører Gribskov Kommune og er beliggende i Region Hovedstaden.